# 札幌市交通局330形電車
札幌市交通局330形電車（さっぽろしこうつうきょく330がたでんしゃ）は、札幌市交通局が1958年に導入した札幌市電の路面電車車両である。

## 概要
1958年（昭和33年）に登場した。331～335号の5両。登場当初の塗色は上半部がデザートクリーム、下半部はダークグリーンであり、この塗色は他形式も含めた当時現役の全車両に拡大採用された。また、前面と車体裾にはステンレスの飾り帯も付けられた。
東急デハ200形をモデルに軽量車体、小径車輪による低床化が図られ、また、後に札幌スタイルと呼ばれることになる、丸みの強い、正面1枚窓のデザインが採用された。この設計は210形以降の道産電車の基にもなった。
当初からZ形パンタグラフ、ドアエンジン、大型方向幕が装備された。在来車よりも軽量で電動機出力も向上したため、運転しやすく、乗務員の評価は高かった。
1998年（平成10年）から2001年（平成13年）にかけて廃車され、3300形に主要機器を譲った。

## 改造

### ワンマン化
1971年（昭和46年）に、全車が電車事業所でワンマン化改造され、識別のため、車体に蛍光色の赤帯が入れられた。

### 制御器
ワンマン化と同時に制御器を東京都電8000形の廃車発生品に交換し、直接制御から間接非自動制御に改造された。

### 車体更新
1980年（昭和55年）～1981年（昭和56年）にかけて車体更新が実施された。車体形状に変化はないが、側面の赤帯は白帯に変更され、裾のステンレス製飾り帯は撤去された。

### 塗色変更
- 1986年（昭和61年）に331～333号が「'86さっぽろ花と緑の博覧会」PR塗装に変更された。
- 1992年（平成4年）に331～333号が姉妹都市のドイツ・ミュンヘン市電を模した上半部クリーム、下半部ブルーの塗色に変更された。
- 1994年（平成6年）頃の一時期、334号車の車体に熱帯魚のイラストを描いた、｢マリン電車｣というペイント車両で運転されたことがある。

## 保存車
335号の車体は札幌市西区の児童図書館に寄贈され、先に同施設に置かれていた216号と車体だけを交換した状態で再利用されている。

## 主要諸元
- 全長：12,500mm
- 全幅：2,230mm
- 全高：3,690mm
- 自重：13.5t
- 定員：100人
- 出力・駆動方式：40.0kW×2・吊り掛け式
- 台車型式：東急車輛製造TS-309